# ريناتو لومباردو
ريناتو لومباردو (بالإيطالية: Renato Lombardo)‏ هو مصارع هاوي إيطالي، ولد في 11 مارس 1965 في قطانية في إيطاليا.

## وصلات خارجية
- ريناتو لومباردو على موقع قاعدة بيانات المصارعة الدولية (الإنجليزية)
- ريناتو لومباردو على موقع اللجنة الأولمبية الدولية (الإنجليزية)
- ريناتو لومباردو على موقع أوليمبيديا (الإنجليزية)